# جبهه آزادی‌بخش ملی مقدونیه
جبهه آزادی‌بخش ملی (به صورت مختصر NLF) (مقدونی: Народно Ослободителен Фронт (НОФ)با ترجمه National Liberation Front) همچنین شناخته شده به عنوان جبههٔ آزادی مردمیک سازمان کمونیست سیاسی و نظامی ایجاد شده بدست اقلیت مقدونی یونان بود. این سازمان درسال‌های ۱۹۴۵ تا ۱۹۴۹ میلادی فعال بود. برجسته‌ترین همکاری آنان در جنگ داخلی یونان بوده‌است. تا آنجایی که خود کادرعالی حزب نگران بودند که مشارکتشان در جنگ داخلی یونان، عملی ملی گرایانه به جای کمونیستی و با آرمان جدایی خواهی از یونان باشد.